# 870 (szám)
A 870 (római számmal: DCCCLXX) egy természetes szám.

## A szám a matematikában
A tízes számrendszerbeli 870-es a kettes számrendszerben 1101100110, a nyolcas számrendszerben 1546, a tizenhatos számrendszerben 366 alakban írható fel.
A 870 páros, összetett szám. Téglalapszám (29 · 30). Tizenötszögszám. Kanonikus alakban a 21 · 31 · 51 · 291 szorzattal, normálalakban a 8,7 · 102 szorzattal írható fel. Tizenhat osztója van a természetes számok halmazán, ezek növekvő sorrendben: 1, 2, 3, 5, 6, 10, 15, 29, 30, 58, 87, 145, 174, 290, 435 és 870.
Ritkán tóciens szám.
A 870 négyzete 756 900, köbe 658 503 000, négyzetgyöke 29,49576, köbgyöke 9,5464, reciproka 0,0011494.